# Mustaba (huyện)
Huyện Mustaba là một huyện thuộc tỉnh Hajjah, Yemen. Đến thời điểm năm 2003, huyện này có dân số 42531 người